# Heine (Familienname)
Heine ist ein deutscher Familienname.

## Herkunft und Bedeutung
Der Name könnte vom Vornamen Heinrich abgeleitet sein.
Varianten sind Heinrich, Hein und Heyne.

## Namensträger

### A
- Achim Heine (* 1955), deutscher Produktdesigner und Hochschullehrer
- Albert Heine (1867–1949), deutscher Schauspieler und Regisseur
- Alexia Heine (* 1969), Schweizer Juristin
- Alfred Heine († 1876), deutscher Buchhändler
- Alice Heine (1858–1925), Fürstin von Monaco
- Alois Heine (1919–2005), Klarinettist, Saxofonist und Hochschullehrer
- Anna Heine (* 1953), deutsche Künstlerin, Kunsttherapeutin und Hochschullehrerin
- Annkristin Heine (* 1979), deutsche Hämatologin und Onkologin und Hochschullehrerin
- Anselma Heine (1855–1930), deutsche Schriftstellerin und Journalistin
- Armand Heine (1818–1883), französischer Bankier
- Arnold Bendix Heine (1847–1923), deutsch-amerikanischer Stickereiindustrieller
- August Heine (Politiker, 1842) (1842–1919), deutscher Politiker (DFP, SPD), MdR
- August Heine (Politiker, 1897) (1897–1983), deutscher Politiker (SPD), Stadtpräsident von Lübeck

### B
- Ben Heine (* 1983), belgischer Karikaturist
- Benjamin Heine (* 1983), belgischer Künstler und Musikproduzent
- Bernd Heine (* 1939), deutscher Sprachwissenschaftler
- Bernhard Heine (Instrumentenmacher) (1800–1846), deutscher Instrumentenmacher und Orthopäde sowie Erfinder des Osteotoms
- Bernhard Heine (Mediziner) (1864–1928), deutscher HNO-Arzt und Hochschullehrer
- Bernhard-Franz Heine, siehe Bernhard Heine (Instrumentenmacher)
- Bobbie Heine (1909–2016), südafrikanische Tennisspielerin

### C
- Cariba Heine (* 1988), südafrikanische Tänzerin
- Carl Heine (Bankier) (1810–1865), deutscher Bankier und Philanthrop
- Carl Heine (Maler, 1842) (1842–1882), deutscher Maler
- Carl Heine (Schriftsteller) (1861–1927), deutscher Dramaturg, Regisseur und Schriftsteller
- Carl Heine (Maler, 1883) (1883–1952), deutscher Maler
- Carl Erdmann Heine (auch Karl Heine; 1819–1888), deutscher Industrieller und Politiker
- Carl Wilhelm von Heine (1838–1877), deutsch-österreichischer Chirurg
- Carola Heine (* 1956), österreichische Künstlerin
- Cécile Charlotte Heine-Furtado (1821–1896), französische Stifterin und Philanthropin
- Christian Heine (1867–1944), deutscher Landwirt und Politiker

### D
- Dwight Heine (1919–1984), Politiker in den Marshallinseln

### E
- Eduard Heine (1821–1881), deutscher Mathematiker
- Eleonora Heine-Jundi (1935–2011), deutsche Malerin und Autorin
- Emil Heine (1806–1873), deutscher Theologe und Geistlicher
- Erich Walter Heine (1967–2009), deutscher Manager
- Ernst Wilhelm Heine (E. W. Heine; 1940–2023), deutscher Architekt und Schriftsteller
- Erwin Heine (1899–1947), sudetendeutscher Schriftsteller, Journalist und Dichter

### F
- Ferdinand Heine (Schauspieler) (1799–1872), deutscher Schauspieler
- Ferdinand Heine senior (1809–1894), deutscher Ornithologe
- Ferdinand Heine junior (1840–1920), deutscher Beamter, Pflanzenzüchter und Ornithologe
- Florian Heine (Fotograf und Autor) (* 1965), deutscher Autor, Fotograf, Herausgeber und Kunsthistoriker
- Frank Heine (Leichtathlet) (* 1963), deutscher Langstreckenläufer
- Frank Heine (Grafiker) (1964–2003), deutscher Grafiker und Schriftgestalter
- Franz Xaver Heine (1814–1886), deutscher Fabrikant
- Franziska Heine (* 1979), deutsche Petitionsinitiatorin
- Friedrich Heine (Unternehmer) (1863–1929), deutscher Unternehmer
- Friedrich Heine (Schauspieler) (* 1998), deutscher Schauspieler
- Friedrich Heine-Müller (?–1922), deutscher Journalist und Redakteur
- Friedrich Wilhelm Heine (1845–1921), deutsch-amerikanischer Künstler, Unternehmer und Lehrer
- Fritz Heine (1904–2002), deutscher Politiker (SPD) und Verlagsmanager

### G
- Georg Heine (Maler) (1877–1952), deutscher Maler
- Georg Heine (Hörspielautor), deutscher Hörspielautor
- Gerhard Heine (1867–1949), deutscher Schriftsteller, Pädagoge und Literaturhistoriker
- Gerhart Heine (1903–1974), deutscher Politiker
- Gottfried Heine (1849–1917), deutscher Lehrer, Musiker und Autor
- Gunnar Heine (* 1972), deutscher Nephrologe
- Günter Heine (Tischtennisspieler) (* 1940), österreichischer Tischtennisspieler
- Günter Heine (Jurist) (1952–2011), deutscher Jurist und Hochschullehrer
- Günther Heine (* 1923), deutscher Ingenieur, Handwerkshistoriker und Autor
- Gustav Heine (Architekt, 1802) (1802–1880), deutscher Architekt und Hochschullehrer in Dresden
- Gustav Heine (Architekt, 1843) (Gustav Eduard Heine; 1843–1902), deutscher Architekt und Baumeister in Bad Harzburg
- Gustav Heine (Maler) (Carl Gustav Heine; 1855–1944), deutscher Maler
- Gustav Heine von Geldern (1803/1805–1886), deutsch-österreichischer Offizier und Publizist
- Gustav Adolf Heine († 1859), deutscher Buchhändler
- Gustav Adolph Heine, deutscher Fuhrunternehmer

### H
- Hans Heine (Jurist) (1900– nach 1961), deutscher Jurist
- Hans Heine (Schriftsteller) (* 1934), deutscher Schriftsteller
- Hans-Werner Heine (1951–1999), deutscher Fußballtorwart
- Hans-Wilhelm Heine (1948–2012), deutscher Archäologe und Denkmalpfleger
- Harold W. Heine (1922–2018), US-amerikanischer Chemiker
- Heath C. Heine (* 1977), US-amerikanischer Schauspieler, Filmproduzent und Stuntman
- Heinrich Heine (1797–1856), deutscher Dichter, Schriftsteller und Journalist
- Heinrich Heine (Maler) (1839–1916), deutscher Maler
- Heinrich Heine (Heimatforscher) (1860–1931), deutscher Lehrer und Heimatforscher
- Helme Heine (* 1941), deutscher Autor
- Helmut Heine (* 1942), deutscher Industriekaufmann
- Helmut A. Heine (1916–2007), deutscher Physiker und Unternehmer
- Henriette Heine (* 1993), deutsche Schauspielerin
- Hermann Heine (1826–1905), deutscher Baubeamter, Bürgermeister und Schriftsteller
- Hermann Heino Heine (1922–1996), elsässisch-südafrikanischer Botaniker
- Heymann Heine (eigentlich Chaijm Bückeburg; † 1780), deutscher Kaufmann
- Hilda Heine (* 1951), marshallische Lehrerin und Politikerin, Präsidentin 2016–2020 und wieder seit 2024
- Horst Heine (1930–2015), deutscher Kardiologe

### I
- Isidor Heine (1861–1942), deutscher Kaufmann und Stifter

### J
- Jakob von Heine (1800–1879), deutscher Mediziner und Orthopäde
- Jared Heine (* 1984), Schwimmer der Marshallinseln
- Joachim Friedrich Heine (1937–2016), deutscher Beamter
- Jochen Heine (1943–2016), deutscher Mediziner und Hochschullehrer
- Johann Adalbert Heine (um 1850–um 1900), deutscher Maler
- Johann August Heine (1769–1831), deutscher Architekt
- Johann Friedrich Ernst Heine (1763–1810), deutscher Mediziner
- Johann Georg Heine (1771–1838), deutscher Orthopädiemechaniker
- Josef Heine (1895–1966), deutscher Pathologe und Hochschullehrer
- Joseph Heine (1803–1877), deutscher Mediziner und Beamter
- Julie Heine (1855–1935), deutsche Malerin der Düsseldorfer Schule
- Jutta Heine (* 1940), deutsche Leichtathletin

### K
- Karin Heine (* 1944), deutsche Schauspielerin und Theaterregisseurin
- Karin Müller-Heine (* 1972), deutsche Volkswirtin
- Karl Heine (1819–1888), deutscher Rechtsanwalt und Unternehmer, siehe Carl Erdmann Heine
- Karl Heine (Maler) (1891–1957), österreichischer Maler
- Karl Heine-Borsum (1894–1981), deutscher Lehrer, Maler und Schriftsteller
- Karsten Heine (* 1955), deutscher Fußballspieler und -trainer
- Kerstin Heine (* 1960), deutsche Schauspielerin und Kabarettistin
- Klaus Heine (Geograph) (1940–2023), deutscher Geograph und Hochschullehrer
- Klaus Heine (1954–2013), deutscher Physiker und Hochschullehrer
- Kurt Heine (1906–1986), sorbischer Fotograf

### L
- Lena Heine (* 1975), deutsche Sprachwissenschaftlerin
- Leopold Heine (1870–1940), deutscher Mediziner
- Lucia Heine (* 1929), deutsche Sorabistin und Hochschullehrerin für Sorbische Literaturgeschichte
- Ludwig Heine (um 1796–1836), deutscher Lithograf und Maler

### M
- Manfred Heine (Schauspieler) (1932–2019), deutscher Schauspieler, Regisseur und Pädagoge
- Manfred Heine (Volleyballspieler) (* 1940), deutscher Volleyballspieler
- Marie Cäcilie Heine (1778–1854), deutsche Bäuerin und Volksliedsammlerin
- Martin Heine (1957–2014), deutscher Maler und Performancekünstler
- Mathilda Heine (* 2009), deutsche Eishockeyspielerin
- Matthias Heine (* 1961), deutscher Journalist und Autor
- Max Hermann Heine (1877–1933), deutscher Tuchgroßhändler
- Maximilian Heine (um 1806–1879), deutscher Militärarzt und Staatsrat in russischen Diensten. Bruder von Heinrich Heine
- Michael Heine (Bankier) (1819–1904), französischer Bankier und Geschäftsmann
- Michael Heine (Wirtschaftswissenschaftler) (* 1950), deutscher Ökonom und Hochschulpräsident
- Moreen Heine (* 1982), deutsche Informatikerin

### N
- Notker Heine (1697–1758), deutscher Bibliothekar

### O
- Olaf Heine (* 1968), deutscher Fotograf und Regisseur
- Otto Heine (1832–1906), deutscher Klassischer Philologe

### P
- Paul Heine (Heimatforscher) (* 1930), deutscher Heimatforscher
- Peter Heine (Cricketspieler) (1928–2005), südafrikanischer Cricketspieler
- Peter Heine (Islamwissenschaftler) (* 1944), deutscher Islamwissenschaftler
- Peter Heine (Richter) (* 1957), deutscher Jurist und Präsident des Landessozialgerichts
- Probus Heine (nach 1600–1677), deutscher Baumeister

### R
- Ralf Heine (* 1944), deutscher Fußballspieler
- Regina Heine, Geburtsname von Anna Oppermann (1940–1993), deutsche Künstlerin
- Richard Heine (1890–1991), deutscher Arzt und Politiker
- Robert Heine (Politiker) (1823–1916), deutscher Gutsbesitzer und Politiker
- Robert von Heine-Geldern (1885–1968), österreichischer Ethnologe und Archäologe
- Rolf Heine (1937–2018), deutscher Altphilologe
- Ronald E. Heine (* 1939), Theologe
- Rudolf Heine (1877–1949), österreichisch-böhmischer Eisenbahningenieur und Politiker (Deutschradikale Partei)

### S
- Salomon Heine (1767–1844), deutscher Bankier
- Samson Heine (1764–1828), deutscher Tuchhändler
- Samuel Gottlieb Heine (1683–1746), deutscher Pfarrer und Chronist
- Siegfried Heine (1883–1975), deutscher Generalmajor
- Stefan Heine (* 1969), deutscher Rätselautor
- Steven Heine (* 1984), deutscher Handballschiedsrichter
- Susanne Heine (* 1942), österreichische Pfarrerin, Theologin und Hochschullehrerin

### T
- Theodor Heine (Pseudonym Theodor Sylvester; 1855–1922), deutscher Klassischer Philologe und Schriftsteller
- Thomas Heine (Chemiker) (* 1970), deutscher Physiker, Chemiker und Hochschullehrer
- Thomas Theodor Heine (1867–1948), deutscher Grafiker
- Torsten Heine (* 1979), deutscher Eishockeyspieler

### V
- Veronika Heine (* 1986), österreichische Tischtennisspielerin
- Vita Heine (* 1984), lettisch-norwegische Radrennfahrerin
- Volker Heine (* 1930), britischer Physiker

### W
- Walter Heine (1902–??), deutscher Lehrer und Theologe
- Werner Heine (1935–2022), deutscher Fußballspieler
- Wilhelm Heine (Maler) (1827–1885), deutscher Maler
- Wilhelm Heine (Politiker) (1865–1943), deutscher Politiker, MdL Waldeck
- Wilhelm Heine (Marineoffizier) (1870–1918), deutscher Kapitän zur See der Kaiserlichen Marine
- Wilhelm Joseph Heine (1813–1839), deutscher Maler
- Willi Heine (1929–2017), deutscher Pädiater
- Wolfgang Heine (1861–1944), deutscher Politiker (SPD)